# Winners and Sinners
Winners and Sinners (Qí Móu Miāo Jǐ Wŭ Fú Xīng) è un film del 1983 diretto da Sammo Hung.
Film di azione, distribuito dalla Golden Harvest, è il primo della serie Lucky Stars, di grande successo a Hong Kong.
Compare anche Yuen Biao in un cameo, in una scena di lotta con Jackie Chan.

## Trama
Cinque ladruncoli fanno amicizia in carcere e decidono di unire le loro fortune appena usciti, aprendo un'impresa di pulizie. Assieme a CID 07, poliziotto un po' pasticcione, finiscono però in mezzo ad una contesa tra due gang della Triade su un traffico di banconote contraffatte.